# El Porvenir, Tila
El Porvenir är en ort i Mexiko.   Den ligger i kommunen Tila och delstaten Chiapas, i den sydöstra delen av landet, 700 km öster om huvudstaden Mexico City. El Porvenir ligger 294 meter över havet och antalet invånare är 117.
Terrängen runt El Porvenir är bergig åt sydväst, men åt nordost är den kuperad. El Porvenir ligger nere i en dal. Runt El Porvenir är det ganska tätbefolkat, med 96 invånare per kvadratkilometer. Närmaste större samhälle är Simojovel de Allende, 16,3 km söder om El Porvenir. Trakten runt El Porvenir består till största delen av jordbruksmark.